# Dacia 1325
Dacia 1325 «Liberta» (с рум. Libertate — свобода, название связано с румынской революцией 1989 года) — компактный хетчбэк румынского автопроизводителя Dacia, выпускавшийся с 1991 по 1996 год.
Автомобиль заменил модель 1320, глубоким обновлением которой он является. Автомобиль сильно унифицирован с моделью 1310 1989-1998 годов выпуска, но с 1993 года отличался дизайном передка.
С технической точки зрения хетчбэк также унифицирован с моделью 1310. Доступно два двигателя: 1,4 л и 1,6 л — оба бензиновые, рядные, четырёхцилиндровые.